# ديك هيويت
ديك هيويت (بالإنجليزية: Dick Hewitt)‏ هو لاعب كرة قدم بريطاني، ولد في 25 مايو 1943 في Moorthorpe ‏ في المملكة المتحدة، وتوفي في 11 أكتوبر 2017 في سكاربورو في المملكة المتحدة. لعب مع برادفورد سيتي ونادي بارنسلي ونادي سكاربورو ونادي يورك سيتي وهدرسفيلد تاون.